# Городок на Маяте
Городо́к на Маяте — небольшое балтское и славянское городище в юго-восточном Приильменье.
Городище с культурным слоем 40—60 см расположено у деревни Городок-Лажинский на реке Маята в Парфинском районе Новгородской области, недалеко от деревни Лажины.
По данным раскопок, проведённых Восточно-Приильменским отрядом Института истории материальной культуры РАН в 2006—2008 годах, Городок на Маяте возник в V веке.
В 2008 году исследования велись в восточной части площадки городища и на открытом поселении у подножия городищенского вала.
Наиболее ценным открытием стали обнаруженные в 2005 году остатки трёх построек, относящихся к дославянскому времени. На площадке городища были изучены два квадратных котлована жилищ V—VII веков. Еще одна постройка, относящаяся примерно к этому же времени, изучена на селище — это круглая яма с развалом печи-каменки. К V—VII векам относятся немногочисленные находки: железная кольцевидная фибула, серп, ножи с прямой спинкой, глиняные биконические пряслица с широким отверстием (в том числе — лощёные), обломки лепных слабопрофилированных сосудов.
«Городок на Маяте» в этот период мало чем отличался от сотен других городищ Тушемлинской культуры балтов Верхнего Днепра. Топонимическое изучение окрестностей городища выявило выразительный ареал названий древнебалтийского происхождения.
Более многочисленны на поселении следы жизни IX — начала X веков. От этого времени до нас дошли многочисленные овальные в плане ямы, служившие некогда подпольями срубным наземным постройкам. Из поздних слоёв происходят стеклянные бусы и бисер, обломки бронзовых украшений, фрагменты лепной керамики. Интересной находкой стал обломок копья, свидетельствующий, возможно, о штурме городища в древности. Находки и стратиграфия говорят о том, что городок существовал на протяжении IX века и погиб в пожаре не позднее середины X века.